# 기린 베버리지
기린 베버리지 주식회사(일본어: キリンビバレッジ株式会社, 영어: Kirin Beverage Corporation)는 일본의 청량 음료 회사로, 청량 음료 등의 제조 및 판매를 하고 있다. 기린 홀딩스의 자회사로 미츠비시 그룹에 속한다.

## 개요
1963년 4월 15일, 기린 맥주 주식회사에서 기린 레몬이나 기린 오렌지를 자동 판매기에서 판매하는 "자동 판매 서비스 주식회사"로 설립되었다. 이후, 1967년에 소매점에 판매를 시작해, 기린 레몬 서비스 주식회사로 사명 변경하였고, 1988년에 창립 25주년 기념하여 CI 도입을 하면서 기린 레몬 주식회사로 다시 사명을 변경하였다.
1991년 기린 맥주의 청량 음료 사업 부문을 영업 양수하여 통합되면서 현재의 기린 음료 주식회사로 사명 변경하게 되었다.

## 주요 제품
- 기린 레몬 (1928년 ~) - 탄산 음료의 인기 브랜드.
- Met's (기린 미츠, 1979년 ~) - 자몽 맛의 탄산 음료.
- 기린 콜라 (2010년 6월 1일 ~) - 기린 음료의 독자적인 콜라 음료.
- 오후의 홍차 (1986년 ~) - 일본 최초의 페트병으로 구성된 차 음료로 발매. 홍차 음료로 높은 지명도와 시장 점유율을 자랑하는 기린 음료의 주력 상품이다.
- 보르 비크 (1986년 ~) - 현재 수입·마케팅 자회사의 기린 MC 다논 워터즈가 담당하고 있다.
- 트로피카나 (1991년 ~) - 미국의 트로피카나 프로덕트사와의 합작 회사인 기린·트로피카나사의 라이센스 생산되고 있다.
- 키리리 (1994년 ~) - 오렌지 과즙 음료.
- 기린 알칼리 이온의 물 (1999년 ~) - 제조·발매원은 기린 MC 다논 워터즈.
- FIRE (1999년 ~) - 커피 음료.
  - FIRE neo
- 생차 (2000년 ~) - 무당 차 음료. "오후의 홍차"와 대등한 기린 음료의 주력 상품이다.
- 아미노 서플리 (2002년 ~) - 건강 음료. 아미노산 1000mg 함유 (500ml 페트병 1병 당).
- NUDA (누다, 2006년 ~) - 무당의 탄산수 .